# (5273) Peilisheng
(5273) Peilisheng – planetoida z pasa głównego asteroid okrążająca Słońce w ciągu 3 lat i 186 dni w średniej odległości 2,31 j.a. Została odkryta 16 lutego 1982 roku w Obserwatorium Astronomicznym Zijinshan w Xinglong. Nazwa planetoidy pochodzi od Pei Lishenga (1906-2000), lidera chińskiej nauki i technologii. Przed nadaniem nazwy planetoida nosiła oznaczenie tymczasowe (5273) 1982 DQ6.